# エンブレム

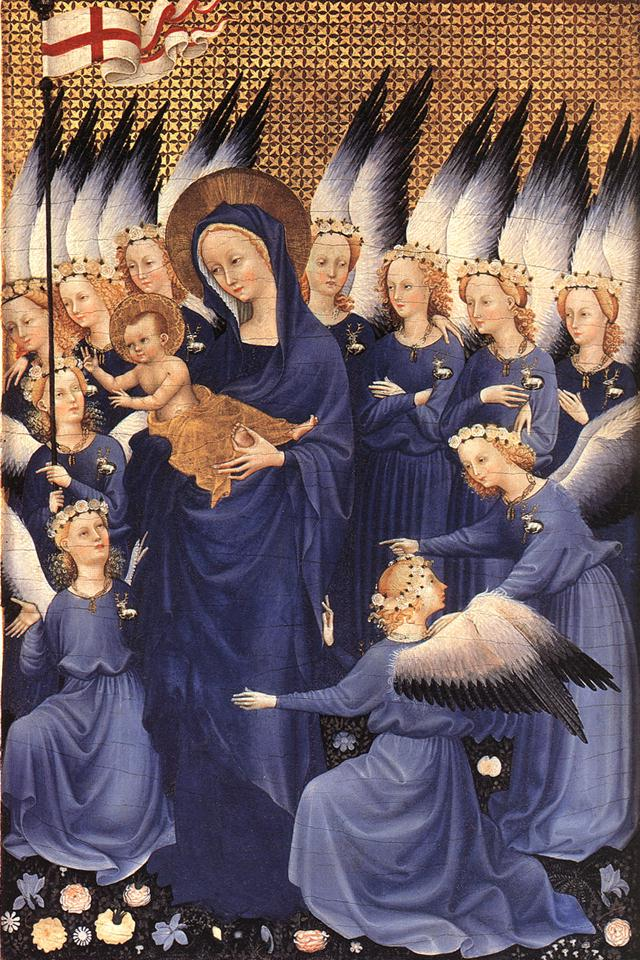
白い牡鹿のバッジを着けた天使たちと、イングランド王リチャード2世の個人的エンブレム（1400年頃のウィルトンの二連祭壇画から）

エンブレム、エムブレム（英: emblem）とは、道徳的真理や寓意といった概念を要約する、あるいは王・聖人といった人物を表す、抽象的あるいは具象的な画像のこと。

## エンブレムとシンボルの差異
日常会話においては、「エンブレム」という語はしばしば「シンボル」（象徴・シンボル）と同じ意味で使われるが、厳密には両者の間には区別がある。「エンブレム」は、観念または特定の人や物を表すのに使われる図案を指す。具体的にエンブレムは、神性・部族または国家・徳または悪徳といった抽象概念を視覚的な用語で具体化させたもので、対象または対象の対応物である。
エンブレムは身元確認のバッジとして身につけたりすることもできる。たとえば、使徒ヤコブのエンブレムは実物または金属製の「ホタテガイの殻」で、ヤコベの聖地サンティアゴ・デ・コンポステーラに向かう中世の巡礼者たちはそれを帽子や服に縫いつけて、自分たちの目的を明らかにした。中世には多くの聖人たちに、絵などの画像でその人とわからせるためのエンブレムが与えられていた。アレクサンドリアのカタリナには「車輪」または「剣」、聖アントニウスには「豚」または「小さな鐘」がその例である。これらは、とくに美術に描かれる聖人を表す時にはアトリビュート（象徴物）とも呼ばれた。
一方、王や偉人に対しては、一族の紋章と区別するエンブレムをPersonal device（私的意匠）と呼んだ。その中でももっとも有名なものは、フランス王ルイ14世の「太陽」、フランソワ1世の「サラマンダー（Salamander）」、イングランド王リチャード3世の「イノシシ」などである。
|  |  |  |  |

15世紀・16世紀には、表に肖像画・裏にエンブレムの描かれた大きなメダルが（最初はイタリアから）流行になった。それらは友人に、あるいは外交上の贈り物として贈呈された。その最初期かつ良質のものをピサネロは多く作った。

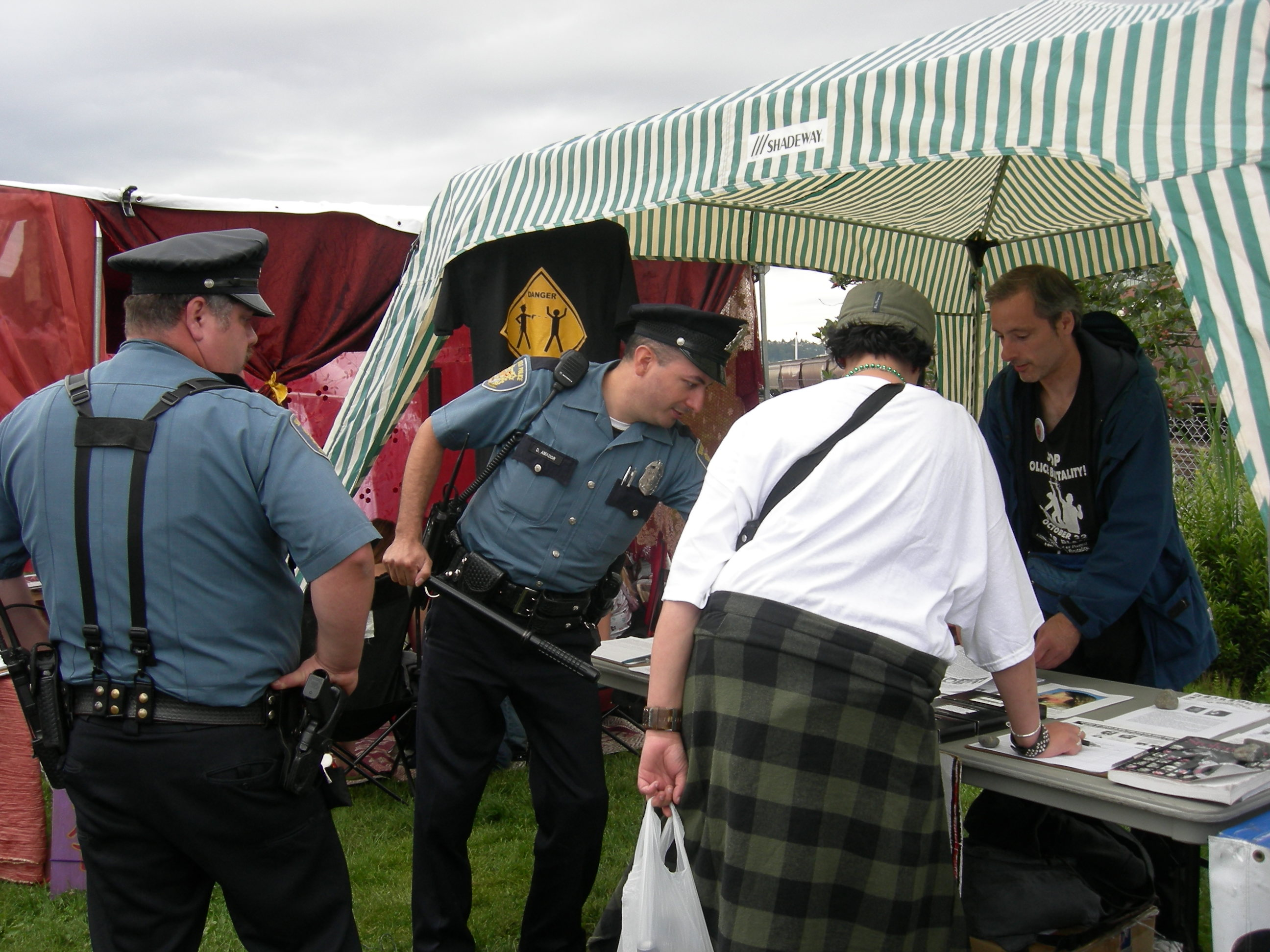
アメリカ合衆国の警官（シアトル・ヘンプフェスト、2007年。撮影Joe Mabel）

現代のアメリカ合衆国では、警官の「バッジ」が（時には個人を識別する番号あるいは名前とともに）個人のメタル・エンブレムと言われている一方で、どの部署に所属しているかを表す、制服に縫いつけた刺繍の「エンブレム」もある。（記章）
他に国章（National emblem）もある。
一方で「シンボル」は、より具体的な方法で、あるものを別のものに代用する。
以上のことから次のような言い方ができる。
- キリスト教の十字架は、はりつけのシンボルで、犠牲のエンブレム。
- 赤い十字は、国際赤十字のシンボルで、白地に赤い十字の旗は人道主義精神のエンブレムである。
- 三日月形（Crescent）は、月のシンボルであり、またイスラム教のエンブレムでもある。
- 髑髏と骨は毒と識別するシンボルであり、骸骨（Skull (symbolism)）ははかない人間の一生のエンブレムである。

### 他の述語
- トーテムは、氏族の魂を表す動物のエンブレムである。
- 紋章学は、チャージとしてのエンブレムを理解する。右前足を上げて歩く姿勢のライオンはイングランドのエンブレム、左足1本で立つライオンはスコットランドのエンブレム、というように。
- イコンは、（元々は宗教的な）1つのイメージを含み、慣習によってそれが標準化した。
- ロゴタイプ、は非人格的かつ世俗的なアイコンで、普通、企業全体に用いられる。

## 建築におけるエンブレム

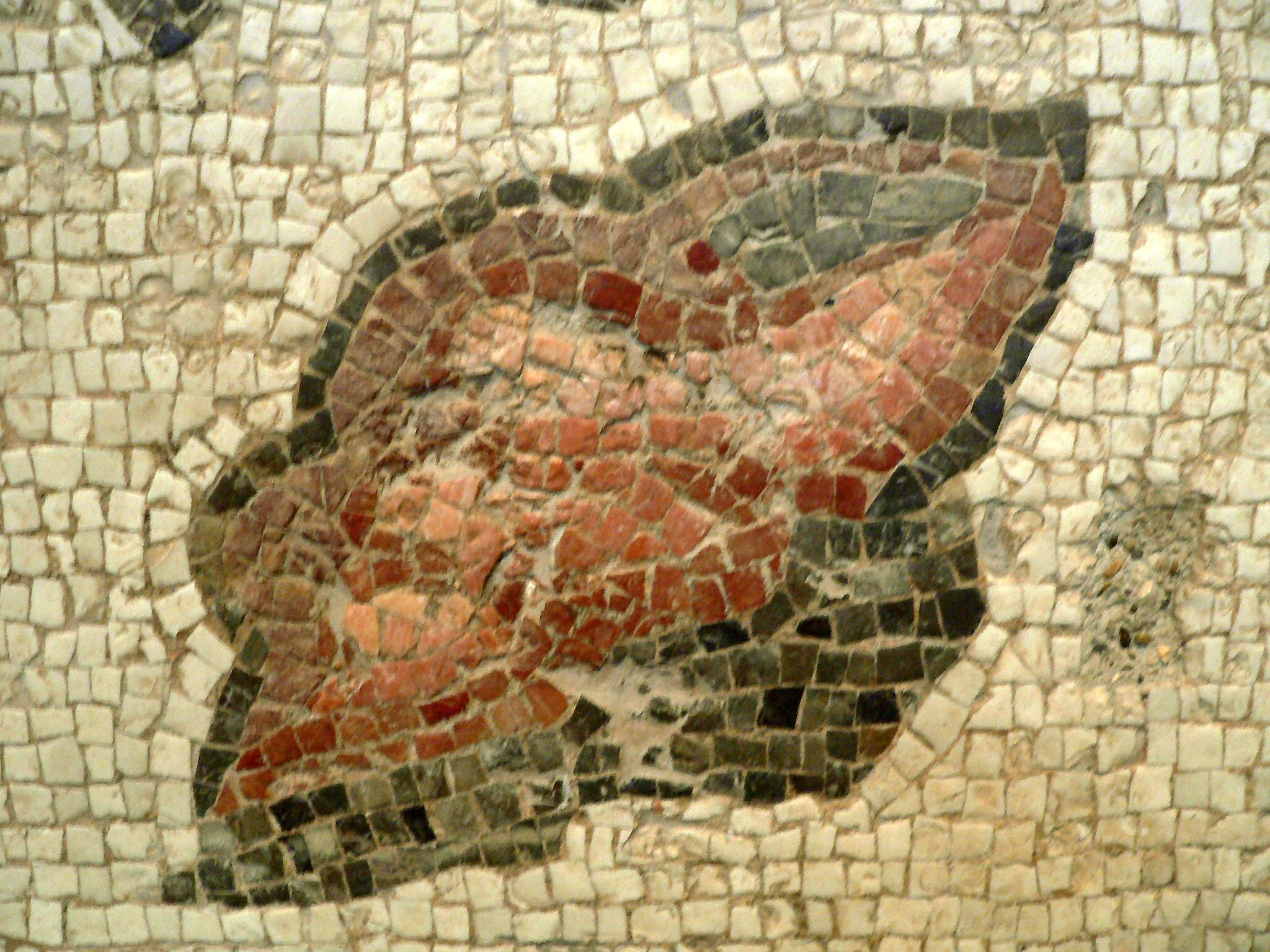
魚でいっぱいの海を表した中から貝殻のディテール。モザイクのエンブレマ（大理石と石灰石）。3世紀後半。アンティオキア（現トルコのアンタキヤ）郊外のDaphne

ローマ人たちにとって、「エンブレマ（Emblema；複数形：エンブレマタ、emblemata）」という語は、モザイクまたはレリーフの中の装飾を意味し、15世紀以降も建築のtermini techniciに属していた。概念を表した類像的絵画・彫刻・彫刻は家々に添えられ、銘のように建築上の装飾（ornamenta）に属していた。レオン・バッティスタ・アルベルティの『建築論』が出版されてからは、エンブレム（エンブレマ）はエジプトのヒエログリフに関連づけられ、秘密の類像的な言語と見なされるようになった。そのために、エンブレムは古代ギリシア・ローマのみならず古代エジプトまで含めた、ルネサンスの古代の知識に属した。その証拠に、16世紀・17世紀ローマには多数のオベリスクが建設された。

## 文学におけるエンブレム

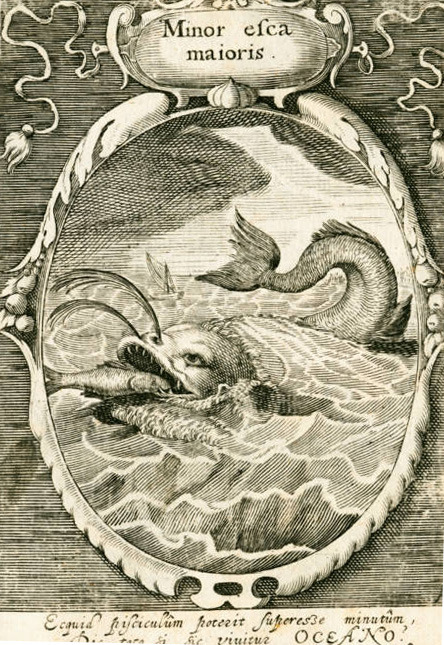
1617年のエンブレム・ブックから「大が小を食う」政治的エンブレム

1531年、アウクスブルクで最初のエンブレム・ブックが出版された。イタリアの法学者アンドレーア・アルチャートの『エンブレマタ』である。それから2世紀にわたって、ヨーロッパではエンブレムが流行した。ここでいう「エンブレム」とは以下の3つから成る。
1. 見出し、銘、標語
2. 絵、図像
3. 下に、エピグラムの形式を取る象徴・寓意の解説

このエンブレムは、読者が自らの人生を自己言及的に検討することを意図した。エンブレムの複雑な連想はその知識を、文化的に洗練された見方、16世紀に特徴的な美術運動マニエリスムに伝えることができた。

## 関連書籍
- 藤代幸一『ヨーロッパ・エンブレムの旅』阿部真由美イラスト 東京書籍 1994
- マリオ・プラーツ『綺想主義研究 バロックのエンブレム類典』伊藤博明訳 ありな書房 1998
- アンドレア・アルチャーティ『エンブレム集』伊藤博明訳 ありな書房 2000
- アルブレヒト・シェーネ『エンブレムとバロック演劇』岡部仁,小野真紀子編訳 ありな書房 2002
- カール・ヨーゼフ・ヘルトゲン『英国におけるエンブレムの伝統 ルネサンス視覚文化の一面』川井万里子,松田美作子訳 慶應義塾大学出版会 2005
- 伊藤博明『綺想の表象学 エンブレムへの招待』ありな書房 2007
- マリオ・プラーツ『フランチェスコ・ピアンタの奇矯な彫刻 エンブレムのバロック的表象』伊藤博明訳 ありな書房 2008
- オットー・ウェニウス,ダニエル・ヘインシウス『愛のエンブレム集』伊藤博明訳 ありな書房 エンブレム原典叢書 2009
- ピーター・M・デイリー監修『エンブレムの宇宙 西欧図像学の誕生と発展と精華』伊藤博明監訳 ありな書房 2013